# あやかし陰陽録
『あやかし陰陽録』（あやかしおんみょうろく、Ayakashi Ghost Guild）は、ジンガから配信されているソーシャルゲーム。
Android版は2012年05月30日ごろ、iPhone版は2012年08月9日にサービスを開始した。海外版(英語版、繁体字版)も展開されていた。2013年1月23日に運営会社の日本法人・ジンガジャパンは解散したが、以降もサービスは継続していた。2015年にサービスを終了した。

## 概要
現代を舞台に、陰陽寺の当主である主人公が式神たちを召喚し、街の問題やトラブルを解決していく。
日本の妖怪や神話だけでなく、西洋やアジア各国の神話や伝説、マシンガンなどの九十九神も登場する。

## キャラクター
- 主人公(プレイヤー)

陰陽寺の当主。
- カガミ

主人公の家に仕えてきた古鏡の式神。ゲーム全般のナビゲーションを担う。

### 式神
妖魔、神霊、九十九神の三属性がある。妖魔には妖怪が多い。神霊には神族や英雄が多い。九十九神には武器や道具の精霊が多い。

#### 妖魔
- 九尾の狐
- ヤマタノオロチ
- 酒呑童子

#### 神霊
- 天照大御神
- 大天使ミカエル
- 伊達政宗

#### 九十九神
- 備前長船
- サブマシンガン
- ステルス戦闘機